# Fannia shinahamae
Fannia shinahamae är en tvåvingeart som beskrevs av Chillcott 1961. Fannia shinahamae ingår i släktet Fannia och familjen takdansflugor. Inga underarter finns listade i Catalogue of Life.